# Claw
Claw est un jeu vidéo de plates-formes développé et édité par Monolith Productions, sorti en 1997 sur Windows.
Le joueur y incarne un chat anthropomorphe, pirate : le capitaine Nathaniel Joseph Claw.

## Accueil
- GameSpot : 7,7/10[1]